# 九州防衛局
九州防衛局（日语：／ Kyūshū bōeikyoku */?）是一位於日本福岡縣福岡市博多區的防衛省地方防衛局。該局於2007年9月1日由福岡防衛設施局改組而來。
九州防衛局下設長崎防衛支局、熊本防衛支局、小倉防衛事務所、佐世保防衛事務所、別府防衛事務所、宮崎防衛事務所與鹿兒島防衛事務所。

## 所轄機關的所在地與管轄區域
- 九州防衛局（本部）

所在地： 福岡縣福岡市博多區博多車站東2-10-7　福岡第2合同廳舍
管轄區域： 福岡縣、佐賀縣、長崎縣、大分縣、熊本縣、宮崎縣與鹿兒島縣
- 長崎防衛支局

所在地： 長崎縣長崎市出島町2-25
管轄區域： 福岡縣、佐賀縣、長崎縣、大分縣、熊本縣、宮崎縣、鹿兒島縣與山口縣（僅限於下關市）
- 熊本防衛支局

所在地： 熊本縣熊本市東區東町1-1-11
管轄區域： 熊本縣、宮崎縣與鹿兒島縣
- 小倉防衛事務所

所在地： 福岡縣北九州市小倉北區大手町13-26　小倉第2合同廳舍
管轄區域： 北九州市、直方市、飯塚市、田川市、行橋市、豐前市、中間市、宮若市、嘉麻市、田川郡、鞍手郡、嘉穂郡、築上郡、遠賀郡、京都郡
- 佐世保防衛事務所

所在地： 長崎縣佐世保市木場田町2-19　佐世保合同廳舍
管轄區域： 長崎縣（不含對馬市與壹岐市）
- 別府防衛事務所

所在地： 大分縣別府市大學別府3051-1
管轄區域： 大分縣
- 宮崎防衛事務所

所在地： 宮崎縣宮崎市中村東1-2-29
管轄區域： 宮崎縣
- 鹿兒島防衛事務所

所在地： 鹿兒島縣鹿兒島市加治屋町13-4 MAX加治屋町大廈5樓
管轄區域： 鹿兒島縣

## 主要幹部
| 官職名稱                               | 階級            | 姓名     | 到任日期       | 前任職務                                 |
| -------------------------------------- | --------------- | -------- | -------------- | ---------------------------------------- |
| 防衛省大臣官房審議官 兼任 九州防衛局長 | 事務官          | 川嶋貴樹 | 2015年01月23日 | 防衛省大臣官房審議官 兼任 情報本部副部長 |
| 次長                                   | 事務官          | 平田徹   | 2015年10月01日 | 防衛省地方協力局防音對策課長             |
| 防衛補佐官                             | 1等陸佐（上校） | 江崎賢治 | 2016年12月20日 | 古河駐屯地業務隊長                       |

## 外部連結
- 九州防衛局（页面存档备份，存于）